# Martin Committee

## Storia
Tromba utilizzata dai maggiori artisti degli anni '50.
Fu resa celebre da Miles Davis che la suonò durante l'intero arco della sua carriera.
Numerosi furono i colleghi che utilizzarano questa tromba nelle loro performance, per citarne alcuni ricordiamo: Dizzy Gillespie, Clark Terry, Chet Baker, Clifford Brown, Kenny Dorham, Blue Mitchell, Lee Morgan, Maynard Ferguson, Art Farmer, Wallace Roney e Chris Botti.
La tromba fu ideata da:
- Renold Schilke (produttore poi delle trombe Schilke)
- Vincent Bach (produttore poi delle trombe Bach)
- Elden Benge (produttore poi delle trombe Benge)
- Foster Reynolds (in seguito progetto assieme a Rafael Mendez uno dei più famosi modelli di trombe Olds)

Accanto alle Committee, esistono altri modelli che però non ottennero la medesima fama. Troviamo ad esempio le Dansant o il modello professionale precedente alle Committee di serie, la Handcraft (tromba al momento suonata da Chris Botti).
La Committe ottenne particolare successo per via del suo inconfondibile timbro scuro e cupo. Fu da molti osannata per la sua versatilità: ottima sia per prime trombe (Dizzy Gillespie e Maynard Ferguson la usavano) che per suonare dolci melodie alla Chet Baker.

## Modelli
La committee veniva offerta in due versioni, normale o deluxe. La versione deluxe era caratterizzata da alcune parti in nickel e da un disegno floreale sulla campana.
I canneggi erano 3:
- small bore, #1 (0.445)
- medium bore #2 (0.451), spesso aveva una piccola stella sui pistoni che contraddistingueva questo modello
- extra large bore #3 (0.468).

Il modello maggiormente diffuso era il medium bore.
La tromba era disponibile solo laccata oro, tuttavia, il metodo di produzione artigianale consentiva talune volte di venir prodotta su richiesta una committee argentata o satinata o con altre personalizzazioni.